# Église Saint-Hilaire d'Adriers
Pour les articles homonymes, voir Église Saint-Hilaire.
L'église Saint-Hilaire, située à Adriers dans le département de la Vienne, fut fondée vers le milieu du XIe siècle. Elle est inscrite à l'Inventaire général du patrimoine culturel.

## Historique
Église fondée vers le milieu du XIe siècle pour remplacer un ancien sanctuaire probablement mérovingien, lui-même déjà placé sous le vocable de saint Hilaire et cité dès l’an 790, elle a été donnée aux chanoines de la collégiale du Dorat en 1063.
C’était une église romane avec voûtes en plein cintre, flanquée d’un épais clocher pouvant servir de protection en cas d’attaque.
Au milieu de la guerre de Cent Ans, la voûte s’écroula. À sa reconstruction, on en profita pour fortifier la façade au moyen de deux échauguettes sur contreforts d’angles, surmontées et reliées entre elles par un parapet crénelé monté sur mâchicoulis.
Au cours du XIXe siècle, l’église, en très mauvais état, dut être reconstruite. Sous l’impulsion de l’abbé Charruyer, curé de la paroisse, les travaux furent menés en deux étapes.
La nef fut rebâtie dans le style gothique angevin sur piliers trilobés de type poitevin. Le clocher a été refait, moins massif et plus élevé que l’ancien. La façade fut conservée, à la demande du ministère des Beaux-Arts, mais selon les principes de l’architecte Viollet-le-Duc, (sans respecter le modèle original) ainsi que les différents éléments architecturaux et sculpturaux.

Église d'Adriers
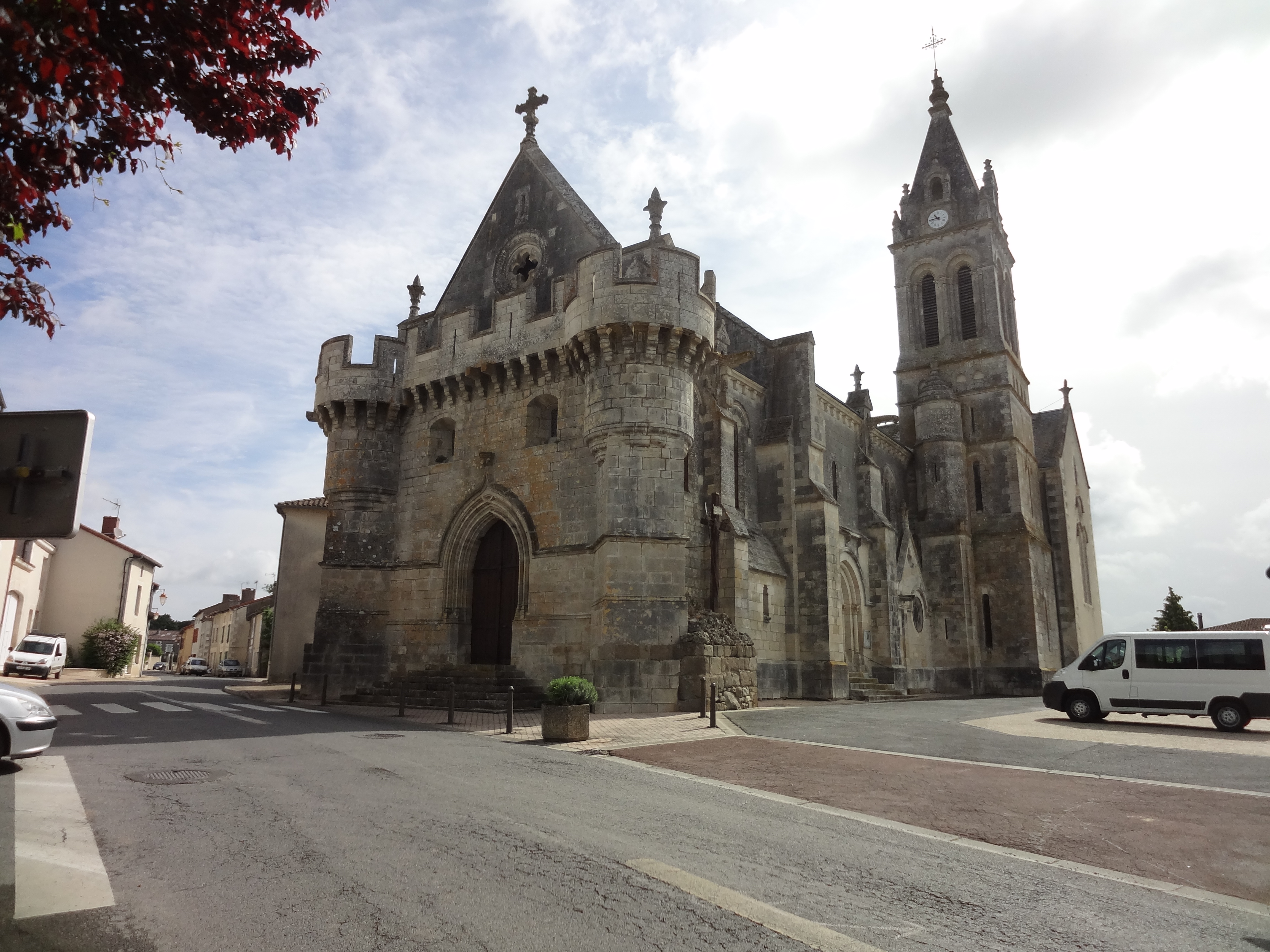
L'église.
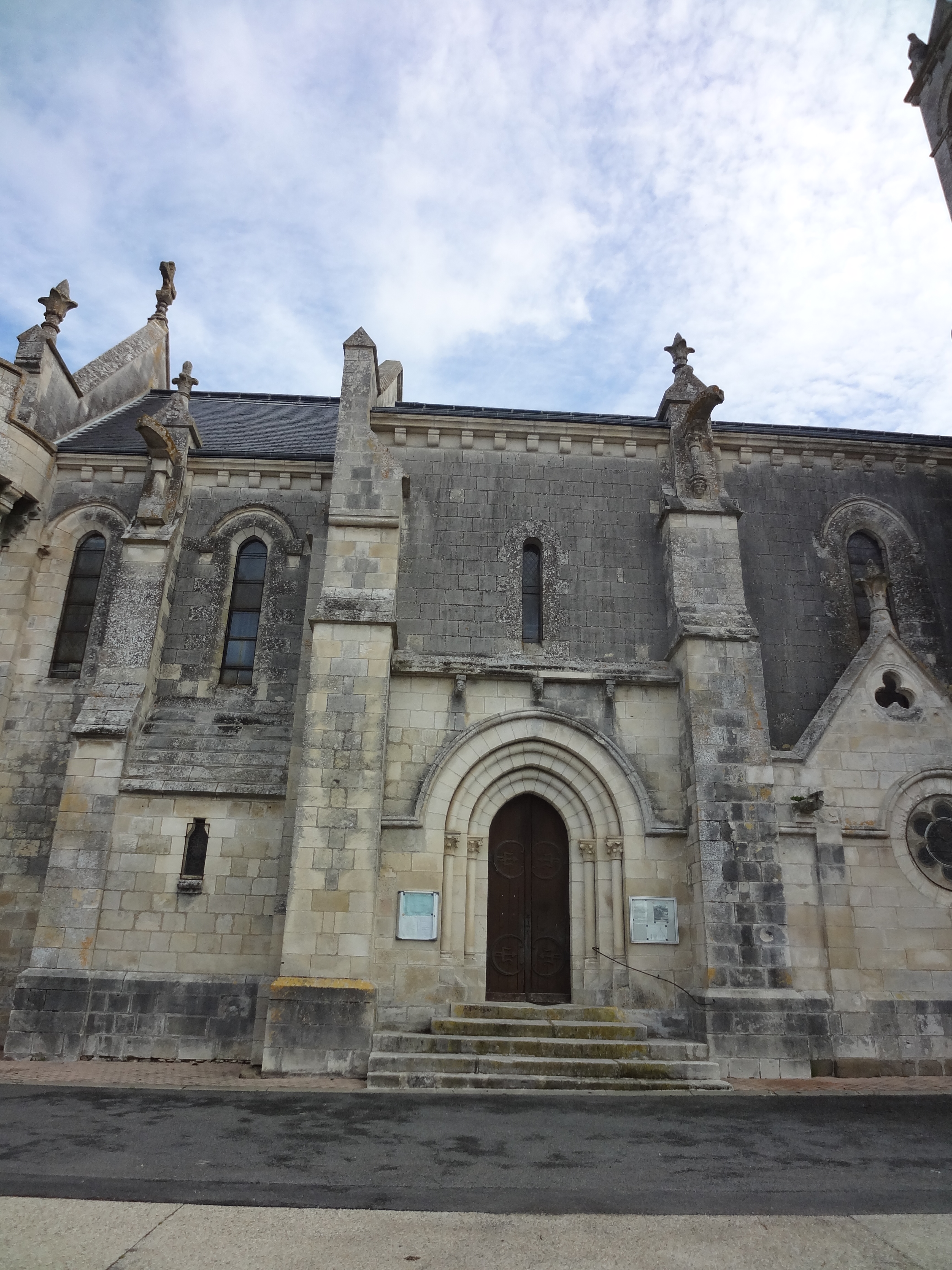
Portail Sud.
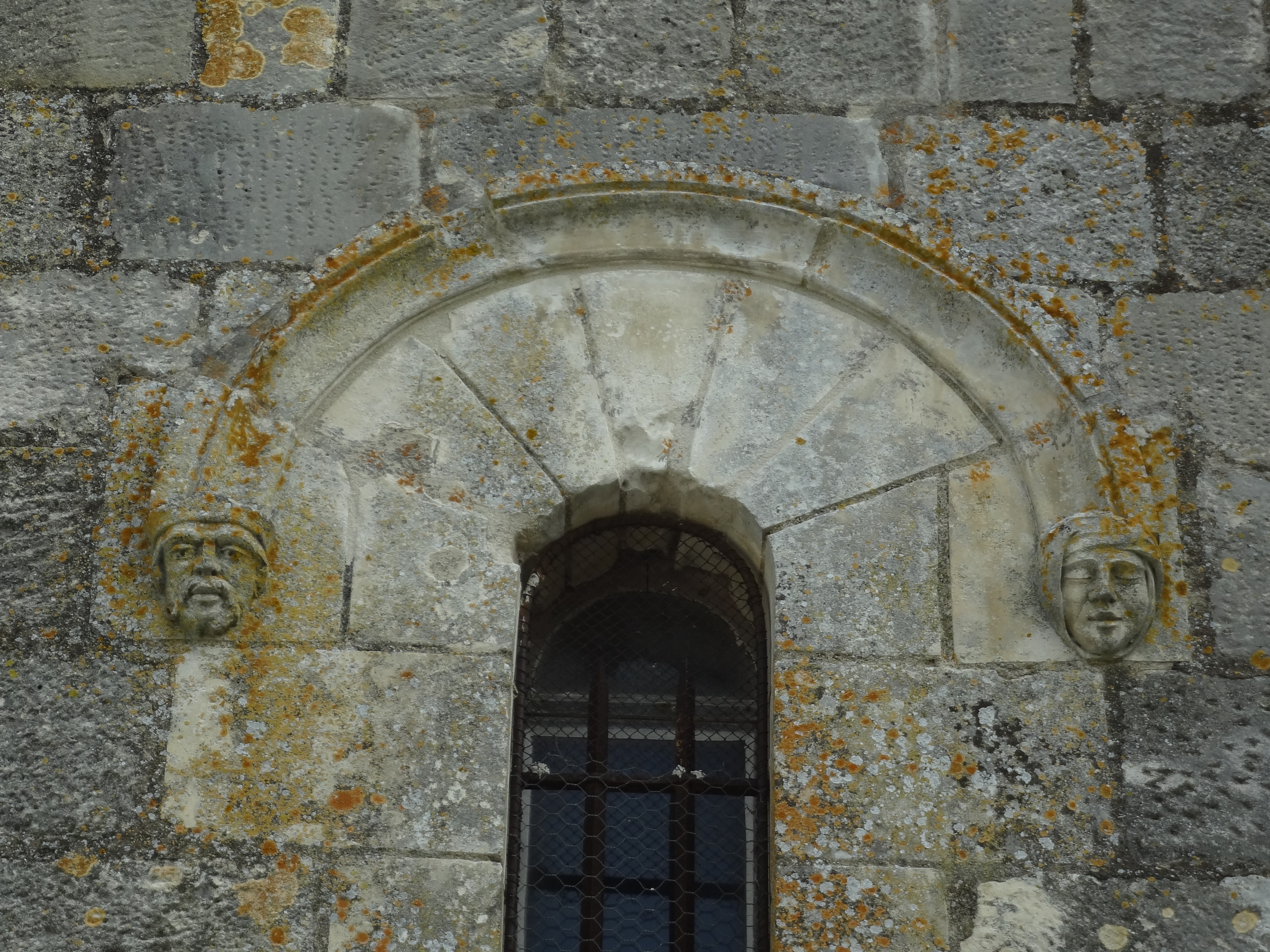
Deux des modillons ornant la façade sud de l'église.

## Œuvres conservées dans l'église
- Un christ en croix, en bois polychrome du XVIIe siècle.
- Une Vierge à l’enfant, en bois, dorée, datée de la fin du XVIIe siècle ou du début du XVIIIe. Classée monument historique .
- Une statue reliquaire de sainte Radegonde de Poitiers, en bois polychrome, du XVIIe siècle.
- Une pietà, monument élevé à la mémoire des morts à la guerre.
- Un tableau de Henry Daras (1850 - 1928), élève de Puvis de Chavannes (1824 - 1898) : Jeanne d’Arc recevant les insignes de sa vocation.

## Place de l'église
Sur la place se trouve un calvaire portant les instruments de la Passion, très rare dans le département de la Vienne. Il fut érigé en 1754 et a été restauré presque entièrement.